# Jeremias Bastingius

Jeremias Bastingius (met manueel aangebrachte verkeerde data)

Jeremias Bastingius was een gereformeerd theoloog en predikant, auteur van religieuze werken, Neolatijns dichter en hoogleraar theologie. Hij werd vermoedelijk in Ieper geboren in 1551, hoewel sommige auteurs Calais en het jaar 1554 vermelden. Hij overleed in Leiden op 20 oktober 1595, hoewel sommige auteurs januari 1595 of zelfs het jaar 1598 vermelden.

## Levensloop
Geboren als Jeremias Bastinck, zoon van Willem Bastinck, kleefde hij, zoals zijn ouders, de hervormde leer aan. Het gezin vluchtte trouwens om die reden naar Calais, stad die bestuurd werd door de anglicaanse Engelsen, tot de Franse koning Hendrik II in 1558 de stad heroverde. Het gezin Bastinck vluchtte toen naar het protestantse, hoofdzakelijk calvinistische Emden, waar de vader diaken en ouderling werd binnen de plaatselijke gereformeerde gemeente. Jeremias ontving er ook zijn eerste onderwijs. 
Daarna trok Jeremias naar Bremen en ging er in de leer bij de pedagoog Johannes Molanus. Vanaf 1573 was hij als student ingeschreven aan de Universiteit van Heidelberg. Hij kreeg onderdak bij Petrus Dathenus (1531-1588). In 1575 overleden zijn ouders. Hij verbleef dat jaar in Genève in het huis van de predikant Lambert Daneau (1530-1590) en volgde er de cursussen van de theoloog Theodorus Beza (1519-1605), de opvolger van Calvijn. Op 18 december 1576 behaalde hij een doctoraat in de theologie aan de Universiteit van Heidelberg en vanaf 1577 was hij predikant in Antwerpen.
In 1579 werd hij voor het eerst door de universiteit van Leiden gecontacteerd, met de vraag of hij een hoogleraarschap aan deze universiteit wilde aanvaarden. De protestantse gemeente in Antwerpen werkte dit echter tegen, zodat er niets van terecht kwam.
In Ieper ondervond men problemen om een calvinistische predikant te vinden en daarom nodigde men in 1583 Bastingius uit om in zijn vermoedelijke geboortestad predikant te worden. Een Ieperse delegatie trok zelfs naar Antwerpen, om de vraag kracht bij te zetten. Bastingius aarzelde, maar weldra hoefde het niet meer, want in 1584 verzoende Ieper zich met de Spaanse koning en de protestantse godsdienst verdween er.
Bastingius bleef verder in Antwerpen het ambt uitoefenen, tot deze stad in augustus 1585 door Alexander Farnese werd ingenomen en hij noodgedwongen moest vertrekken. Hij werd predikant in Dordrecht en werd een gezagvolle personaliteit in de stad, onder meer als curator van de Latijnse school. Johan van Oldenbarnevelt hield hem in hoog aanzien en hij speelde een leidende rol in kerkelijke vergaderingen, onder meer in nationale en particuliere (provinciale) synoden
In 1593 werd hij tot regent benoemd van het Statencollege in Leiden, het internaat verbonden aan de universiteit, ten dienste van de bursalen theologie. Met zijn zacht en goedmoedig karakter bleek hij niet bij machte om de orde te handhaven onder de ongedurige studenten. Na een aantal maanden zat er niets anders op dan ontslag te nemen. In mei 1595 werd hij bevorderd tot hoogleraar theologie. Hij was nochtans te ziek geworden om nog effectief dit hoogleraarschap op te nemen en in oktober van dat jaar gaf hij op vierenveertigjarige leeftijd de geest.

## Privé
Bastingius voerde het devies Wat ik vermach, dat hij op zijn briefhoofden plaatste. 
Hij was getrouwd met Anna Taenemans en ze hadden vijf kinderen, onder wie de drie zoons Willem (°1581), Jeremias (°1585) en Maurits (°1593). Willem en Jeremias Bastinck werden op hun beurt gereformeerd predikant.

## Publicaties
- Commentaar op de catechismus van Heidelberg.

Bastingius schreef of vertaalde verschillende werken. Ook schreef hij (Latijnse) gedichten. Hem werd, terwijl hij in Antwerpen verbleef, door de Middelburgse synode van 1581, opgedragen 'exegemata' te maken 'over den catechismus onser kercken', waardoor het werk een officieel kerkelijk karakter kreeg. In 1588 zag de Latijnse tekst het licht.
- Louis David PETIT, Bibliographische Lijst Der Werken Van De Leidsche Hoogleraren Van De Oprichting Der Hoogeschool Tot Op Onze Dagen, 1894.

## Voetnoot
1. ↑   Johannes Meursius, A. J. van der Aa, Charles Rahlenbeck, Ronald Sluijter, Jeanine de Landtsheer.
2. ↑   A. J. Van der Aa, Rahlenbeck, Jeanine De Landtsheer, Alfons Dewitte.
3. ↑   Naamgenoot van de contra-reformatorische professor van Leuven, Johannes Molanus.
4. ↑   Ludo VANDAMME, Jacob de Cherf en Alexander Farnese voor Ieper (1583), in: Biekorf, 2008.